# Жул Паскин
Юлиус (Юлий) Мордекай Пинкас (на френски: Julius Mordecai Pincas), известен повече с псевдоним като Жул Паски́н – както сам го произнася, или неправилно като Паске́н (Jules Pascin), е художник космополит – еврейски (по етнос), български (по рождение и поданство), американски (по гражданство и престой), френски (по школа и престой), живописец и график от Парижката школа.

## Детство и обучение
Роден е на 31 март 1885 г. във Видин, в семейство на сефарадски евреи – богатия търговец на зърно Маркус Пинкас и съпругата му София Русо. Старшите му братя и сестри са родени в Земун, където след преселване от Триест се установява семейството на майка му. Разговорен език в семейството е сефарадският (еврейско-испански).
През 1892 г. семейството се преселва в Букурещ, а 3 години след това Юлий е изпратен да учи във Виена. В периода 1902 – 1905 г. Ю. Пинкас живее във Виена, Мюнхен, Берлин. Учи в художественото училище на Мориц Хейман в Мюнхен, посещава Берлинската академия и заедно с това работи като илюстратор на немските списания „Симплицисимус“ и „Югенд“. От 1905 г. се подписва с псевдонима Паскин, който е анаграма на Пинкас.

## Творческа биография
В края на декември 1905 г. Паскин заминава за Париж като вече известен автор. Във френската столица се сближава и общува с кръга художници, посещаващи „Кафе дю Дом“, известни като „домистите“. През 1906 г. негови карикатури под псевдонима „Паскин Русчук“ са публикувани в списание „Българан“, а следващата година Паскин урежда първата си самостоятелна графична изложба в Берлин в галерията на Паул Касирер. През 1908 г. посещава парижките частни академии и излага свои рисунки на Есенния салон. Той е сред най-ярките фигури в космополитния артистичен кръг на Монпарнас.
Участва в изложбата „Берлински сецесион“ през 1911 г. в Ню Йорк и в Салона на независимите в Париж. По време на Първата световна война пътува из Америка, вкл. до Куба. Заедно с Макс Вебер прави изложба в „Мунтрос Галери“, Ню Йорк през 1917 г. На 30 септември 1920 г. получава американско гражданство и се връща в Париж.
През 1921 – 1922 пътува до Алжир и Тунис, участва за първи път в „Салон дьо Л'Арене“ и отново излага в галерията на Берт Вейл. Следващата година отново показва своя самостоятелна изложба в Америка в „Джозеф Брумър Галери“, Ню Йорк. През 1924 г. Паскин отново пътува до Алжир и Тунис, усвоява техниката на офорта, участва в колективна изложба в Ню Йорк и устройва самостоятелна изложба в галерия „Пиер“, Париж. Следващата година пътува из Италия, представя самостоятелна изложба в Дюселдорф.
През 1927 г. участва в колективна изложба в „Американ Арт Галери“, Ню Йорк. Показва поредната си самостоятелна изложба в Париж. За да не загуби американското си гражданство, се установява в САЩ. През юни 1928 г. се връща в Париж и отново участва в колективна изложба в Ню Йорк. Пътува през 1929 г. до Испания, Португалия, Марсилия и отново излага в Париж – в галерията „Бернем-Жон“.
Паскин е сред най-големите бохеми на своето време, приятел на Амедео Модилияни, Ърнест Хемингуей, Пикасо и Жорж Папазов. През 1930 г. открива 2 самостоятелни изложби – в Ню Йорк и в Париж. В деня на откриването на изложбата му в Париж – 2 юни 1930 г., Паскин се самоубива в ателието си. В деня на погребението му всички търговци затварят галериите си в траур в знак на почит към художника.

## След смъртта му
Творби на Жул Паскин са показвани в България през 1935 г. заедно с творби на Иван Ангелов, Гошка Дацов, Юрдан Кювлиев, Иван Милев, Никола Петров. С участие и на негови произведения през 1975 г. е организирана голяма ретроспективна изложба в София, Пловдив и Видин, а в 1991 г. – изложбата „Художници евреи в България“. Творби на Жул Паскин притежават: Националният музей за модерни изкуства в Париж, Националната библиотека в Париж, Музеят за живопис и скулптура в Гренобъл, Музеят за изящни изкуства в Лил, Общинският музей в Камбре, Barnes Collection (Philadelphia), Националната художествена галерия в София.

## Фотогалерия
- Portrait of Mimi Laurent, 1927 – 1928
- Hermine au lit
- Le Déjeuner (1923)
- Mère et enfant
- Manolita (1929)